# Phlebophis serpentina
Phlebophis serpentina är en tvåvingeart som beskrevs av Frey 1932. Phlebophis serpentina ingår i släktet Phlebophis och familjen bredmunsflugor. Inga underarter finns listade i Catalogue of Life.